# Ngày Thế giới phòng, chống đái tháo đường
Ngày Thế giới phòng, chống đái tháo đường (tên chính thức: World Diabetes Day) là chiến dịch nâng cao nhận thức toàn cầu về bệnh đái tháo đường, và được tổ chức vào ngày 14 tháng 11 hàng năm.
Ngày Thế giới phòng, chống đái tháo đường do Liên đoàn Đái tháo đường Quốc tế (IDF) tổ chức, mỗi năm tập trung vào một chủ đề liên quan đến bệnh đái tháo đường. Đái tháo đường loại 2 là bệnh không truyền nhiễm có thể phòng ngừa và điều trị đang gia tăng nhanh chóng về ca bệnh trên toàn thế giới. Đái tháo đường loại 1 không thể ngăn ngừa được, nhưng có thể được kiểm soát bằng cách tiêm insulin.  Các chủ đề bao gồm đái tháo đường với các lĩnh vực khác như quyền con người, lối sống, béo phì, và đái tháo đường ở những người thiệt thòi và dễ bị tổn thương, và ở trẻ em và thanh thiếu niên. Trong khi các chiến dịch kéo dài cả năm, ngày này đánh dấu ngày sinh của Frederick Banting, người cùng với Charles Best, lần đầu tiên nghĩ ra ý tưởng dẫn đến việc phát hiện ra insulin vào năm 1922.

## Lịch sử

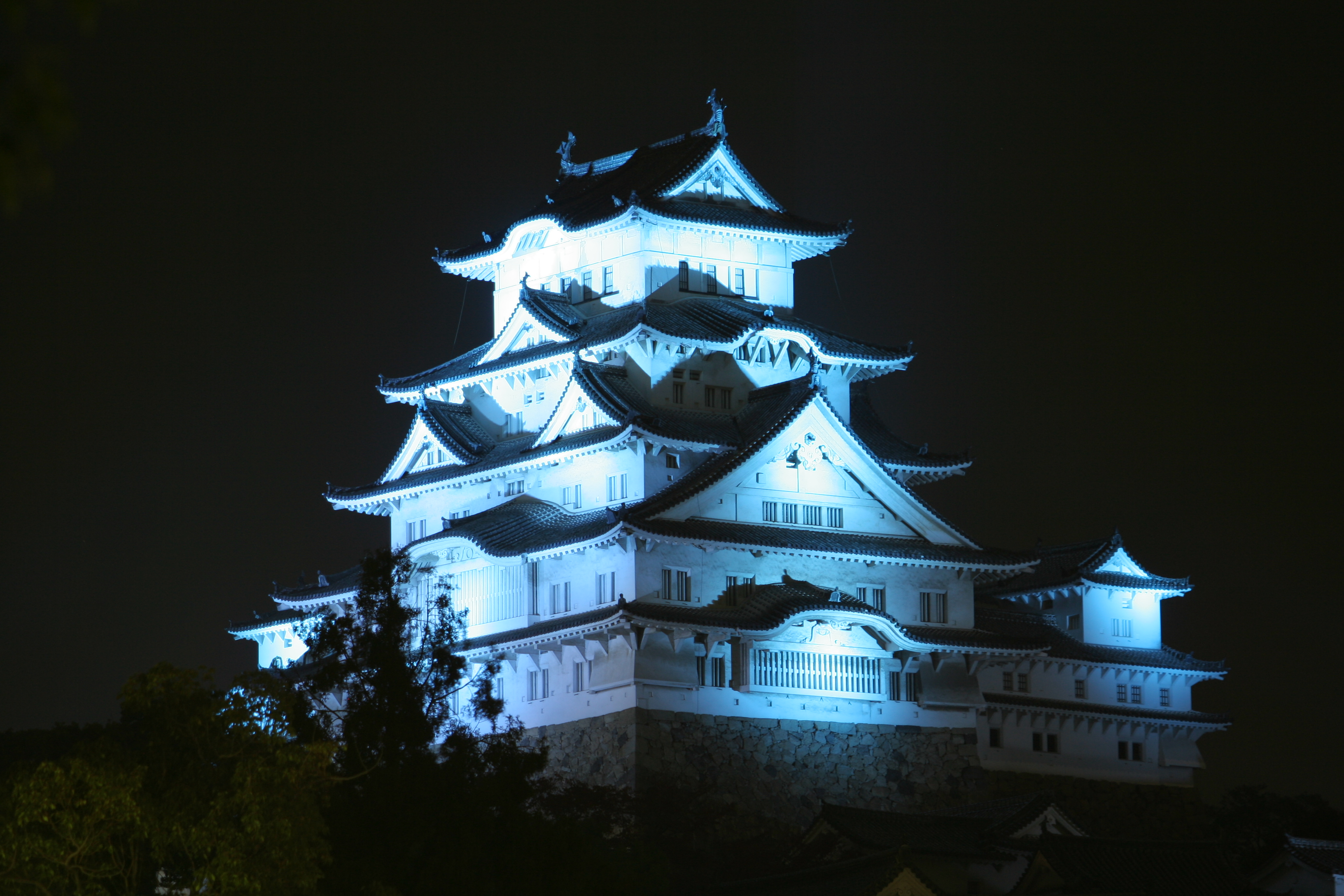
Thành Himeji được thắp sáng nhân Ngày Thế giới phòng, chống đái tháo đường năm 2008

Ngày Thế giới phòng, chống đái tháo đường được Liên đoàn Đái tháo đường Quốc tế và Tổ chức Y tế Thế giới (WHO) phát động vào năm 1991 nhằm đối phó với sự gia tăng nhanh chóng số ca bệnh đái tháo đường trên toàn thế giới.
Đến năm 2016, Ngày Thế giới phòng, chống đái tháo đường đã được kỷ niệm bởi hơn 230 hiệp hội thành viên IDF tại hơn 160 quốc gia và vùng lãnh thổ, cũng như các tổ chức, công ty, chuyên gia chăm sóc sức khỏe, chính trị gia, người nổi tiếng và những người mắc bệnh đái tháo đường và gia đình của họ. Các hoạt động bao gồm các chương trình sàng lọc bệnh đái tháo đường, các chiến dịch phát thanh và truyền hình, các sự kiện thể thao và các hoạt động khác.

## Chủ đề
Chủ đề của các chiến dịch Ngày Thế giới phòng, chống đái tháo đường trước đây tập trung vào các yếu tố khác nhau ảnh hưởng đến nguy cơ mắc bệnh đái tháo đường và các biến chứng của nó:
- 2013: Bảo vệ tương lai của chúng ta: Giáo dục và phòng ngừa bệnh tiểu đường (Protect our Future: Diabetes Education and Prevention).
- 2014: Sống lành mạnh và đái tháo đường (Go Blue for Breakfast).
- 2015: Ăn uống Lành mạnh (Healthy Eating).
- 2016: Theo dõi bệnh tiểu đường (Eyes on Diabetes).
- 2017: Phụ nữ và bệnh tiểu đường – quyền được có một tương lai khỏe mạnh (Women and diabetes – our right to a healthy future).
- 2018–2019: Gia đình và Bệnh tiểu đường – bệnh tiểu đường là mối quan tâm của mọi gia đình (The Family and Diabetes – diabetes concerns every family).[7]
- 2020: Điều dưỡng và Bệnh đái tháo đường (The Nurse and Diabetes).[cần dẫn nguồn]
- 2021–2023: Tiếp cận dịch vụ chăm sóc bệnh tiểu đường (Access to Diabetes Care).